# بورتو فيكيو
بورتو فيكيو. (بالفرنسية: Porto-Vecchio)‏ (بالإيطالية: Porto Vecchio)‏(بالكورسية: Portivechju)‏، هي بلدية فرنسية في فرنسا تقع في إقليم كورس دو سود وجزيرة كورسيكا.
تنتمي إلى منطقة فريتو، التي تحتل الطرف الجنوبي من الجزيرة.

## توأمة
لبورتو فيكيو اتفاقيات توأمة مع:
- أرزاشينا

## معرض الصور

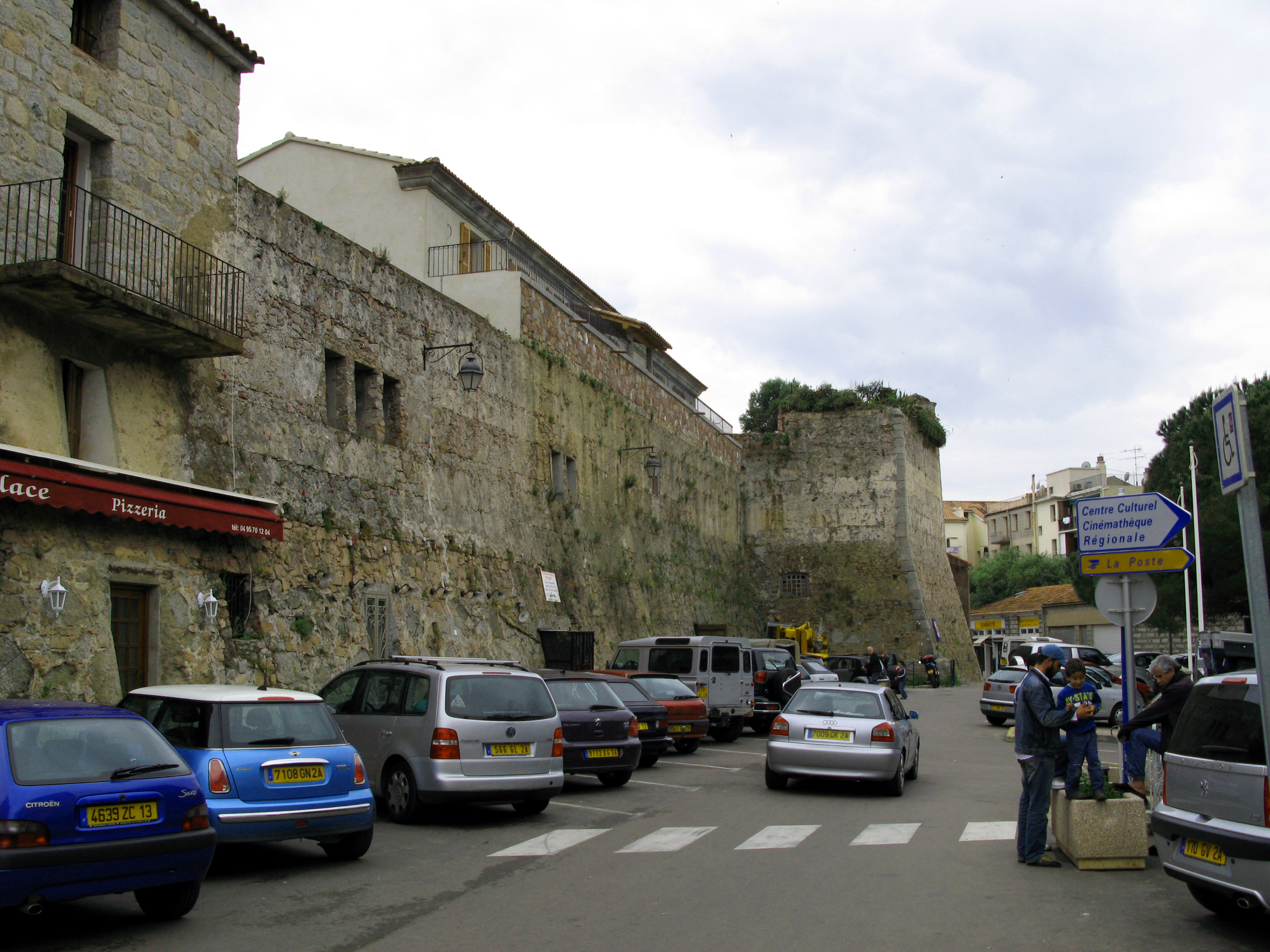
The bastion
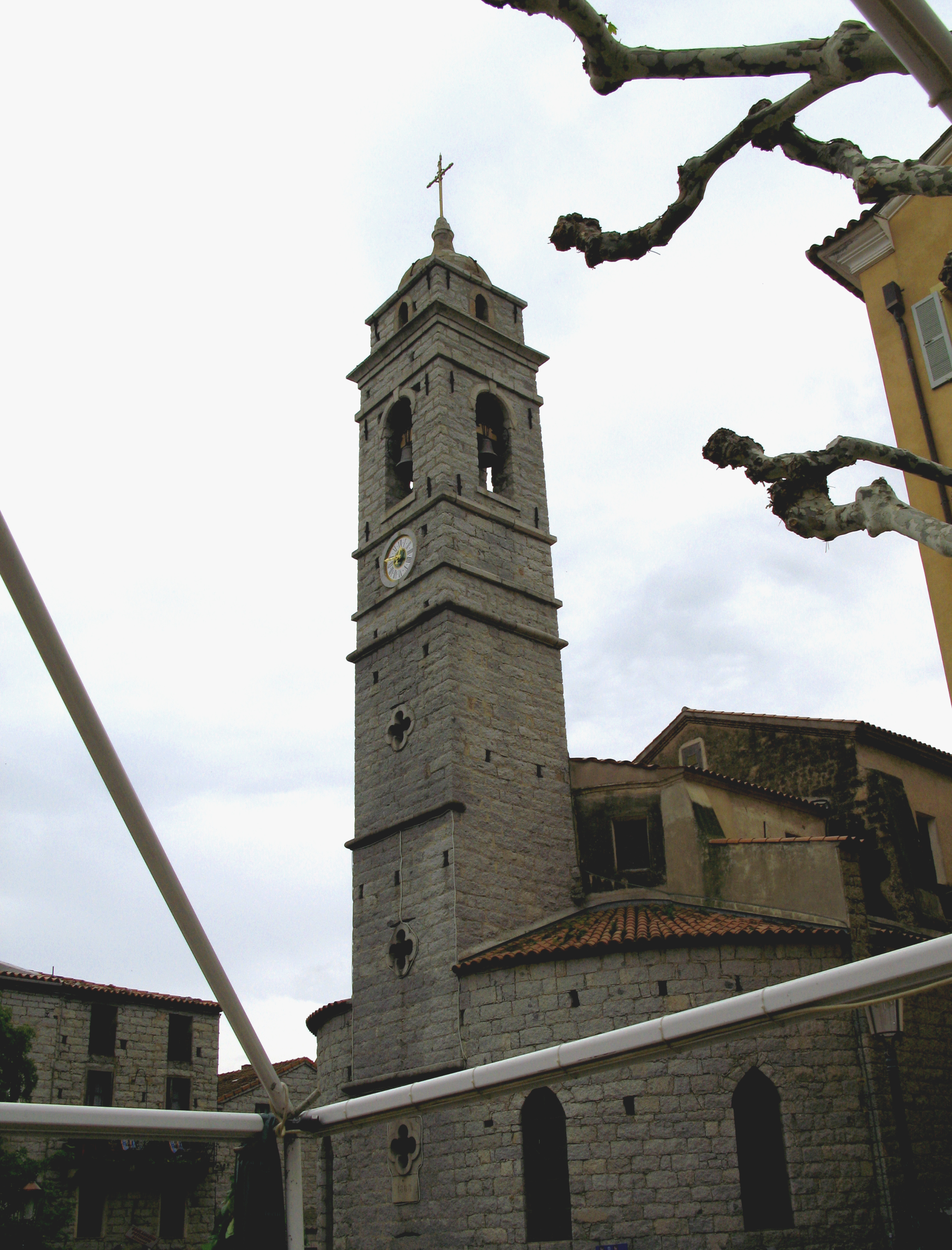
Église St-Jean-Baptiste
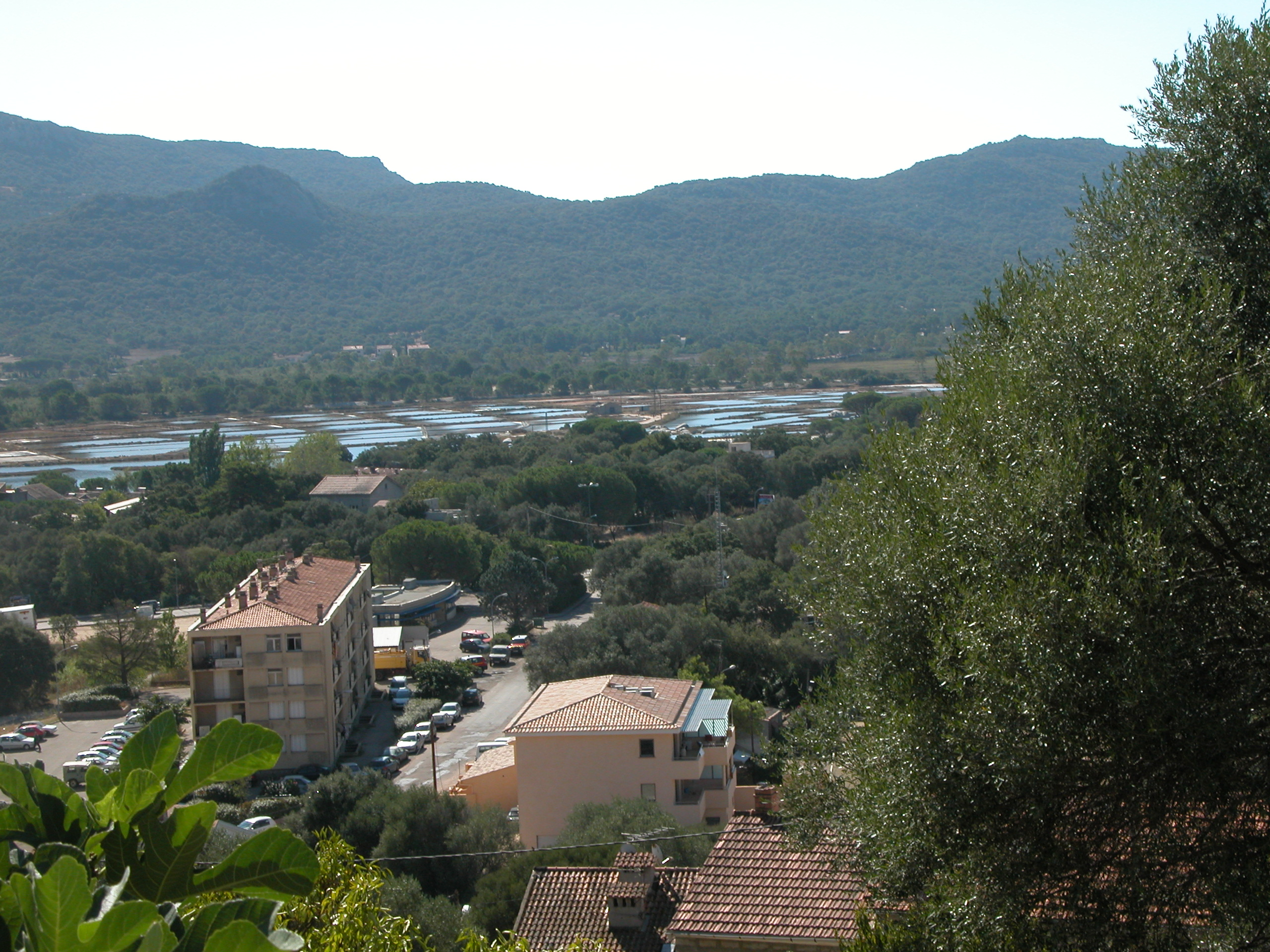
Salt pans
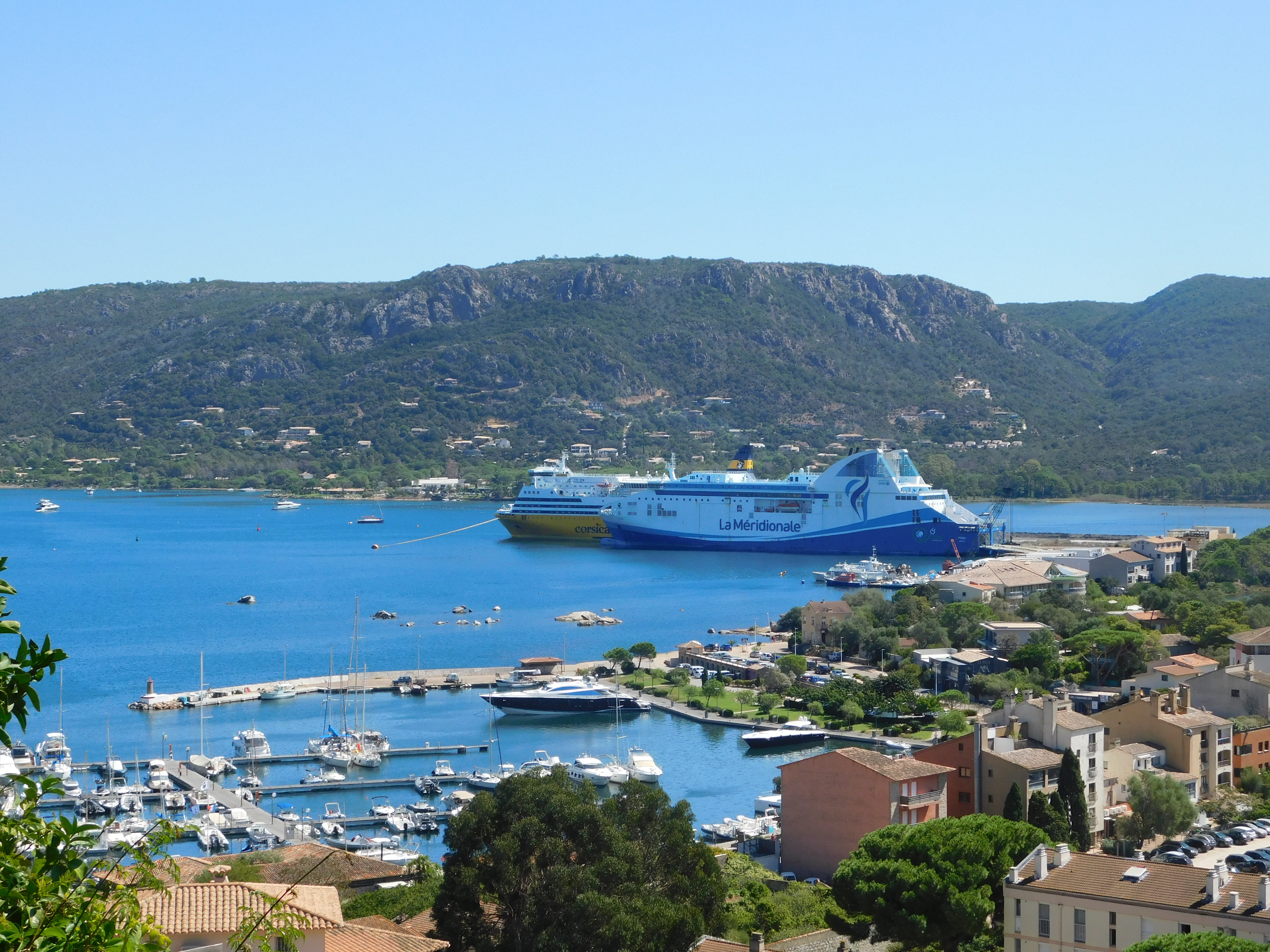
Ferry

## أعلام
- كلود بابي
- شهير بلغزواني
- فريد تيستوت